# Lovro Vogrin
Lovro Vogrin, slovenski duhovnik in narodni buditelj, * 6. avgust 1809, Spodnja Senarska, † 11. december 1869, Maribor.

## Življenje
Rodil se je v kmečki družini očetu Jakobu in materi Mariji. Osnovno šolo je obiskoval pri Sv. Trojici, gimnazijo pa v Mariboru. V Gradcu je leta 1831 odlično končal dvoletni licej, in leta 1835 teološko fakulteto. V letih 1835−1838 je bil kaplan v Mariboru, nato se je vrnil v Gradec in bil imenovan za adjunkta in podravnatelja na bogoslovnem semenišču, vmes je študiral na graški univerzi in postal leta 1842 doktor teologije, nato predaval tri semestre dogmatično teologijo na teološki fakulteti v Gradcu. Ker ni dobil stalne profesure teologije (ponujeno mesto profesorja pastoralke pa je odklonil) je postal vikar na Ptuju.
Leta 1845 je prevzel župnijo v Mali Nedelji za pokojnim Antonom Kremplom, ki je bil njegov vzornik in prijatelj, v njegovi oporoki je bilo zapisano, da zapusti vinograd in dva travnika svojemu nasledniku s pogojem da je ta slovenski domorodec, kar je takrat pomenilo narodnega buditelja. Sodnik ki je izvrševal oporoko je ugotovil da Vogrin ustreza Kremplovi poslednji želji. S sodno listino mu je izročil zapuščino, kar potrjuje, da je bil Lovro Vogrin sodno spoznan za slovenskega domoljuba in narodnega buditelja. 
Leta 1853 je bil prestavljen k Sv. Juriju ob Ščavnici in postal okrožni dekan. Leta 1857 je bil imenovan za škofijskega komisarja cerkvenega in zakonskega sodišča, katero je bilo prestavljeno k Sv. Juriju ob Ščavnici. Leta 1859 je škof A.M. Slomšek Vogrina imenoval za konzistoralnega svetnika, leta 1861 za kanonika in profesorja pastirne (pastoralne teologije) in katehistike oboje je predaval v slovenščini na bogoslovnem učilišču v Mariboru.
Pokopan je bil na starem mestnem pokopališču pri Ljudskem vrtu. Ko je Mestna občina Maribor leta 1940 to pokopališče dokončno zaprla, je organizirala njegovo ekshumacijo (tako kot tudi ekshumacijo drugih zaslužnih mož, ki jih niso ekshumirali svojci) in pokop njegovih telesnih ostankov v novi skupni grobnici zaslužnih mož v arkadah frančiškanskega pokopališča na Pobrežju.

## Delo
Vogrin je zbiral podpise za peticijo o zedinjeni Sloveniji v Slovenskih goricah, ter podpise za odcepitev štajerskih slovencev od Sekovske škofije. Lovro Vogrin je napisal tudi prvi visokošolski učbenik v slovenščini z naslovom "Pastirna".